# 多田行綱
多田 行綱（ただ ゆきつな）は、平安時代末期の武将。源行綱とも。摂津源氏の流れを汲む多田源氏の多田頼盛の長男。官位は従五位下・伯耆守。
摂津国多田の地に武士団を形成した源満仲（多田満仲）より数えて八代目に当たる多田源氏嫡流。

## 略歴
当初、藤原忠通の下で侍所の勾当として摂関家に近侍したが、後に後白河院の北面武士に加えられる。そして、安元3年（1177年）の鹿ケ谷の陰謀では院近臣の藤原成親らから反平家の大将を望まれるが、平家の強勢と院近臣の醜態から計画の無謀さを悟り平清盛にこれを密告、関係者多数が処罰された。事件後、『尊卑分脈』の記述によれば行綱自身も陰謀に加担したとして安芸国に流刑となったとされるが、その真偽は不明である。ただし、この密告の史実については疑わしいとする見方もある。
治承・寿永の乱では、鹿ケ谷の陰謀以降平家に属していたとされるが木曾義仲の快進撃と呼応する形で寿永2年（1183年）7月22日に摂津・河内国の両国で挙兵し反旗を翻した。そして行綱の軍勢は摂津河尻で平家の船を押さえるなどして都に上る物流を遮断し、入京を目前に控えた義仲や安田義定、足利義清、源行家らと共に京都包囲網の一翼として平家の都落ちを促したが、これには摂津・河内両国の衆民（在地勢力）が悉く協力したとの記述が『玉葉』にみえる。続く24日には、同じ清和源氏で摂津国内の武士太田頼資が行綱の下知により河尻で都に上る粮米などを奪ったほか民家に火をかけた。これらの行動は平家に大きな打撃となり都落ちを決定付ける要因の一つとなる。そして翌25日に平家が西国に向けて都落ちすると、26日には朝廷が平親宗を遣わし行綱に安徳天皇と三種の神器の安全のために平家を追討しないよう命じる御教書を下した。
義仲入京後の動向は文献にみえておらず不明となっているが、間もなく義仲と後白河院の関係が悪化すると院方に付き、同年11月の法住寺合戦では子息と共にその主力として院御所の防衛に当たるが、義仲軍の猛攻によって官軍が壊滅すると多田荘へ逃れ自領の「城内」に篭り引き続き義仲軍に反抗した。義仲の敗亡後は源頼朝方につき、寿永3年（1184年）2月の一ノ谷の戦いでは源義経軍の一翼・多田源氏の棟梁として活躍する。京方の記録である『玉葉』によれば一ノ谷の戦いにおいて、行綱は山方から攻め、真先に山手を陥落させたとある。しかし鎌倉幕府の公式記録である『吾妻鏡』には行綱の活躍がみえておらず、これは後に行綱が頼朝から追放されたこととの関係が指摘されている。なお、近年では古文書の検証から行綱が一ノ谷の戦い以前に初代摂津国惣追捕使に補任されており、有事の際には摂津国内の武士に動員をかける有力な立場にあったとする研究が提示されている。
平氏滅亡後の元暦2年（1185年）6月、頼朝に多田荘の所領を没収され行綱自身も追放処分となった。この原因には一ノ谷の戦い以降、義経と深く手を結んでいたであろうことや、清和源氏の嫡流を自認した頼朝が先祖・源満仲以来の本拠地である多田荘を欲したことなどがあったと考えられている。追放から5ヶ月後の文治元年（1185年）11月、頼朝と対立した義経の一党が都落ちすると豊島冠者らと共にこれを摂津河尻で迎え撃った（河尻の戦い）。この行動は追放処分により失った多田荘を回復するためのものであったと考えられているが、その後も処分は解かれなかった。以後の消息は不明。
中川清秀は、行綱の子明綱の後裔と称した。

## 「鵯越の逆落とし」について
源義経の軍功として有名な「鵯越の逆落とし」については、正確な場所やその有無などを巡って様々な説が唱えられてきたが、鵯越は一ノ谷から東に約8kmの位置に存在していることに加え、『玉葉』や『愚管抄』の記述においても義経が一ノ谷を攻撃したと明記されていることなどから、鵯越から攻撃した別働隊とは、実は山方から攻め寄せたとされる行綱の軍であり、これが後に義経の軍功とすり替わったとする見方もある。
後世に義経の軍功として伝えられることとなった原因としては、戦後に京で義経自身が搦手軍の総大将として一ノ谷合戦の経過を語っていることや、行綱のその後の追放・没落などでその功績が無視されていったことが挙げられている。なお、一ノ谷および鵯越の双方どちらにも急峻な坂は存在しておらず（一の谷は崖地帯）、逆落としの有無については疑問視する声が大きい。

## 行綱追放後の多田荘
行綱の手を離れた多田荘は、摂津国惣追捕使（守護）となった大内惟義に預けられ、また多田源氏の累代の家人であった荘内の武士たちは行綱に従った者を除いて多田院御家人として再編成された。

## 伝承
- 頼朝に多田荘を没収された後の行綱の消息については不明であるが、九州天草地方に郎党と共に落ち延びたという伝承が存在し、同地には行綱にまつわる伝説や墓（天草市指定史跡）などが伝わっている。
- 旧丹波・播磨の国境にあたる現在の兵庫県丹波篠山市今田町には、一ノ谷の戦いの際に搦手として丹波路を進軍した源義経の軍勢を土地鑑のある行綱がこの場所で出迎えて案内したことにより全員無事越境することができたとの地元伝承が存在する「タダ越峠」と呼ばれる山道がある。
- 多田源氏ゆかりの寺であり、また安産祈願の寺としても有名な兵庫県宝塚市の中山寺の「鐘の緒」と呼ばれる腹帯（晒）は、行綱の妻の不信心を本尊が鐘の緒をもって戒めたという伝説に基づく。